# بهدل أحمر المنقار
بُهْدُل أحمر المنقار (الاسم العلمي Leiothrix lutea)، طائر من البهدل وفصيلة البهدليات. موطنه جنوب الصين وجبال الهيمالايا. جسمه صغير القد. رأسه إلى السمرة العابقة. جبهته ومحسراه وعنقه إلى الصفرة. جوشنه إلى الحمرة البرتقالية. بطنه إلى البياض الأغبر. الصفحة، أصفر الحتار. ذنبه فارق الطرف، أسود اللون، أبيض النمشة. منقاره أحمر. رسغاه وأصابعه إلى الجؤوة. يدثن عشه في الأدغال والأشجار القليلة الارتفاع. أنثاه تضع أربع بيضات تحضنها بمناوبة الذكر نحو 13 يومًا.